# BEST OF MUCC
『BEST OF MUCC』（ベスト・オブ・ムック）は、日本のバンド、MUCCの1枚目のベスト・アルバム。2007年6月6日発売。発売元はユニバーサルミュージック。

## 概要
- 『WORST OF MUCC』との同日発売で、初回限定盤、通常盤の2タイプが発売。初回限定盤は豪華デジパック仕様でアコースティックバージョン6曲が収録されたボーナスディスク付2枚組。

- メジャーデビュー以降のシングル楽曲を主に収録している。

## 収録曲
- 全編曲：ミヤ

1. 謡声（ウタゴエ）
  - 作詞：逹瑯/作曲：ミヤ、SATOち
  - 14thシングル表題曲。アルバム『極彩』に収録。
2. 流星
  - 作詞：逹瑯/作曲：ミヤ
  - 13thシングル表題曲。アルバム『極彩』に収録のフェードアウトしないバージョンを収録。
3. 最終列車
  - 作詞：逹瑯/作曲：ミヤ
  - 11thシングル表題曲。アルバム『鵬翼』に収録。シングルバージョンでの収録。
4. ココロノナイマチ
  - 作詞：逹瑯/作曲：ミヤ
  - 9thシングル表題曲。アルバム『鵬翼』に収録。アルバム『鵬翼』に収録された再録音バージョンを収録。
5. ガーベラ
  - 作詞：逹瑯/作曲：ミヤ
  - 12thシングル表題曲。アルバム『極彩』に収録。アルバム『極彩』に収録されたイントロを再録音したバージョンを収録。
6. 我、在ルベキ場所
  - 作詞・作曲：ミヤ
  - 6thシングル表題曲。アルバム『是空』に収録。本作のために新たにミックスされたものが収録。
7. 雨のオーケストラ
  - 作詞：逹瑯/作曲：YUKKE
  - 10thシングル表題曲。終わりの雨の音が長いシングルバージョンを収録。
8. モノクロの景色
  - 作詞：逹瑯/作曲：YUKKE、ミヤ
  - 8thシングル表題曲。アルバム『朽木の灯』に収録。本作のため新たにリミックスされたものが収録。
9. 路地裏 僕と君へ
  - 作詞：逹瑯/作曲：ミヤ
  - 7thシングル表題曲。アルバム『朽木の灯』に収録されたアルバムバージョンを収録。
10. 名も無き夢
  - 作詞：逹瑯/作曲：ミヤ
  - アルバム『朽木の灯』に収録。本作のため新たにリミックスされたものが収録。イントロもギターのフェードインで始まるように変更されている。
11. ホリゾント
  - 作詞：逹瑯、ミヤ/作曲：YUKKE、ミヤ
  - 15thシングル表題曲。アルバム『極彩』に収録。
12. リブラ Best Hold It Remix
  - 作詞：逹瑯/作曲：ミヤ
  - 16thシングル表題曲の再録版。
13. 9月3日の刻印
  - 作詞・作曲：ミヤ
  - アルバム『是空』収録曲。本作のために新たにミックスされたものが収録。
14. 夕紅
  - 作詞：ミヤ/作曲：SATOち
  - アルバム『6』収録曲。
15. 優しい歌
  - 作詞・作曲：ミヤ
  - アルバム『極彩』に収録。本作のため新たにリミックスされたものが収録。極彩の時は最初にギターがコードを鳴らしてから始まったが、本作では省かれている。
16. フライト Best Hold It Ver.
  - 作詞：逹瑯、ミヤ/作曲：SATOち
  - 17thシングル表題曲の再録版。

### ACOUSTIC DISC
1. 九日（四畳半ver.）
  - 作詞：逹瑯/作曲：逹瑯、雅
  - オムニバスアルバム『NON STANDARD FILE～@6Sight～』に収録。本作のために新たにミックスされたものが収録。
2. 砂の城（1st西新宿ver.）
  - 作詞・作曲：逹瑯
  - 『痛絶』の初回盤に収録。本作のために新たにミックスされたものが収録。
3. 月の砂丘 Unplugged
  - 作詞：逹瑯/作曲：ミヤ
  - 「ココロノナイマチ」のシークレットトラックに収録されていたピアノアレンジを新たにレコーディングしたバージョン。
4. 夢の街
  - 作詞：逹瑯/作曲：ミヤ
  - 『葬ラ謳』の初回盤と限定盤ボーナスCDに収録。本作のために新たにミックスされたものが収録。特に葬ラ謳ではギターはほとんど左チャンネルしかから聞こえなかったが、今作ではより真ん中から聞こえるように調整されている。
5. 青き春（Worst Hold It Ver.）
  - 作詞・作曲：ミヤ
  - 『是空』の初回盤ボーナスCDの収録曲を再録したもの。
6. 最終列車（Acoustic in 新宿野外）